# Henri Bol
Henri Cornelis (Henri) Bol (Eindhoven, 10 januari 1945 – 's-Hertogenbosch, 10 juli 2000) was een Nederlands kunstschilder.

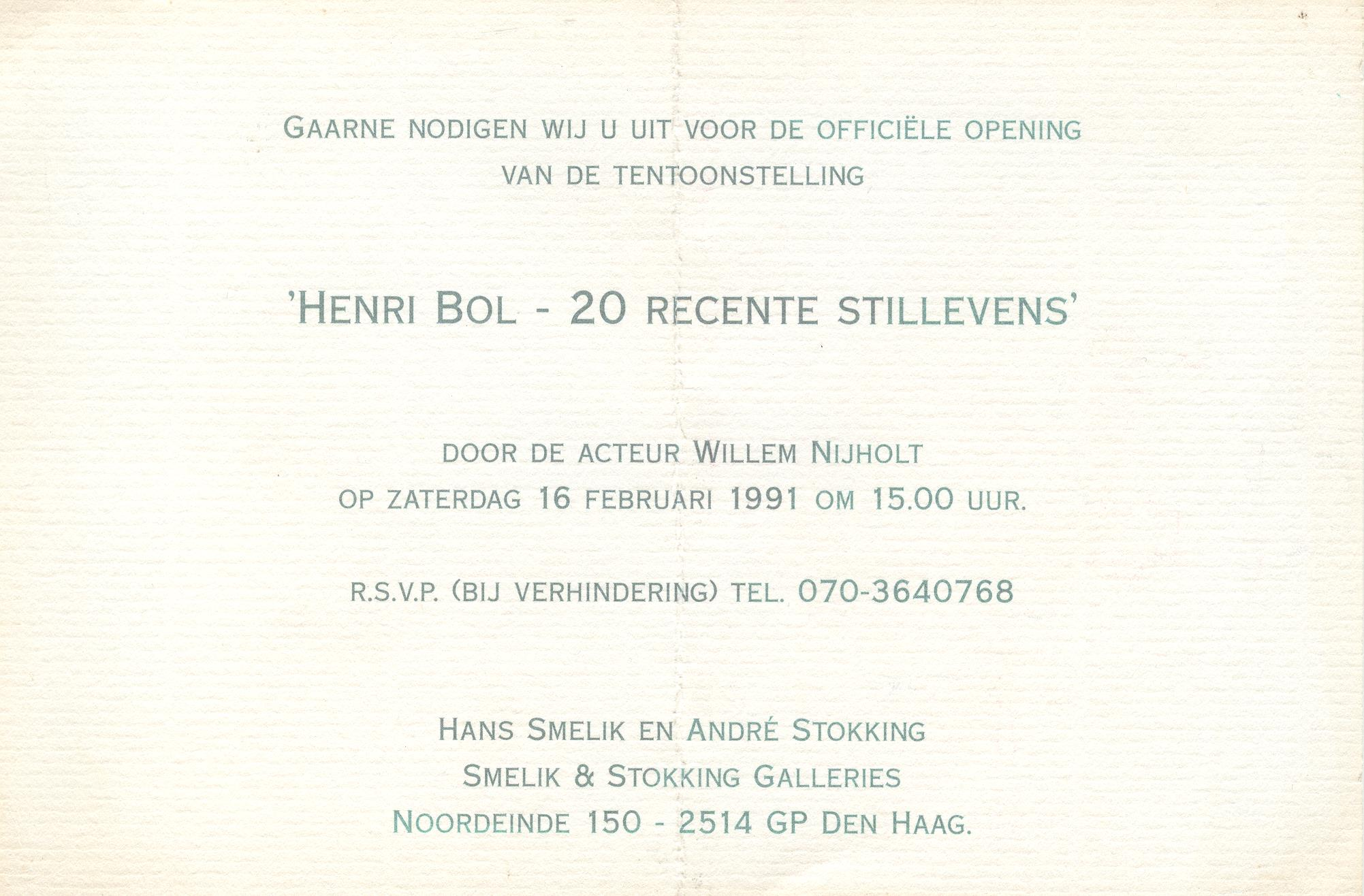
Uitnodiging officiële opening tentoonstelling van Henri Bol door acteur Willem Nijholt, Den Haag 1991

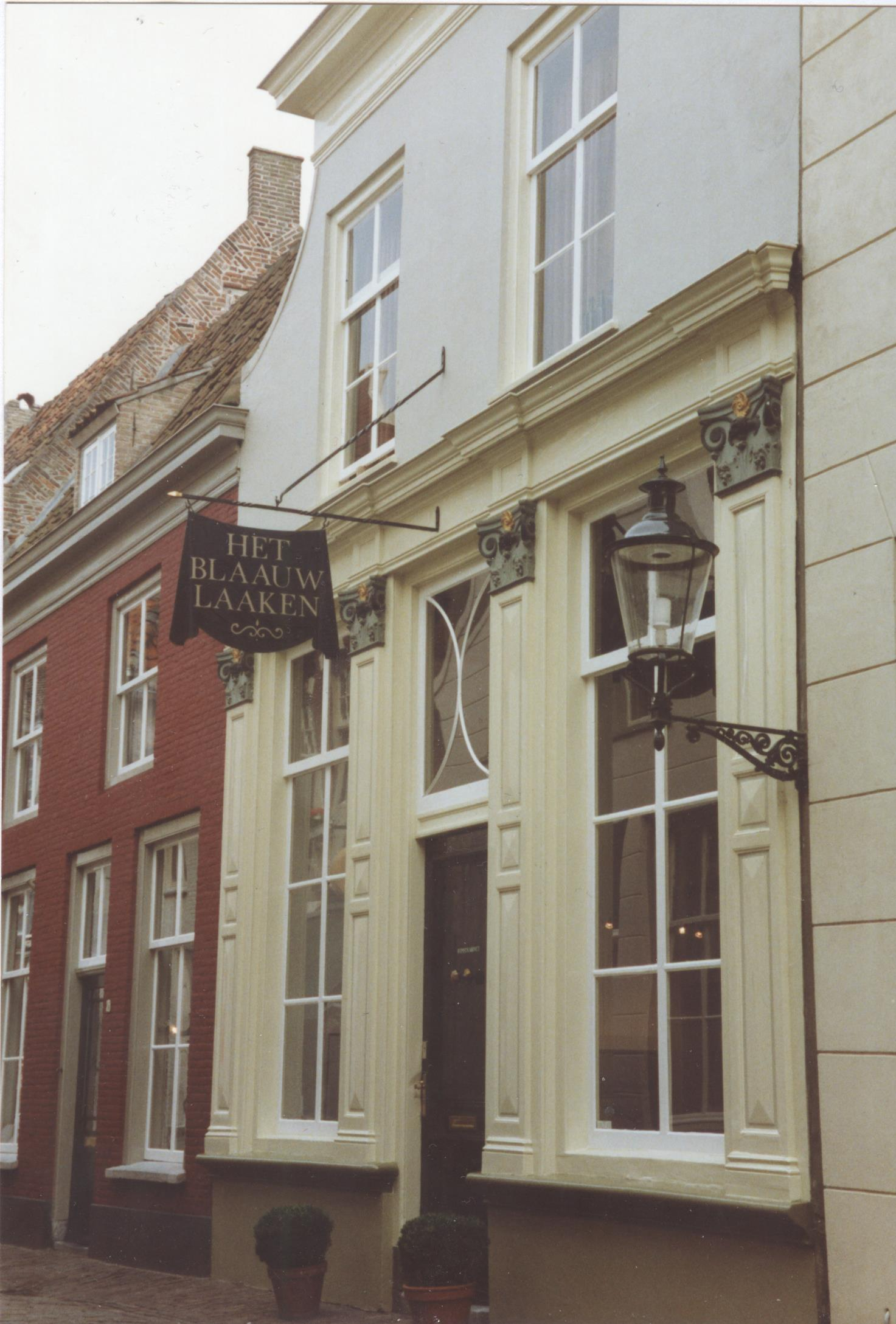
Kunstkabinet Het Blaauw Laaken, Heusden-Vesting

## Leven en werk
Henri Bol groeit op in de Rustenburgstraat in het stadsdeel Tongelre als oudste zoon in het kunstenaarsgezin van Kees Bol en Toos van 't Hof. Als jong volwassene studeert hij aan de Academie voor Industriële Vormgeving in Eindhoven (1960-1964). Zijn vader is op dat moment docent op deze school. Ook volgt hij enkele jaren onderwijs op de Grafische School in Eindhoven. Daarnaast bezoekt hij de Technische School in Roermond waar hij onderricht wordt in printtechnieken en grafische vormgeving.

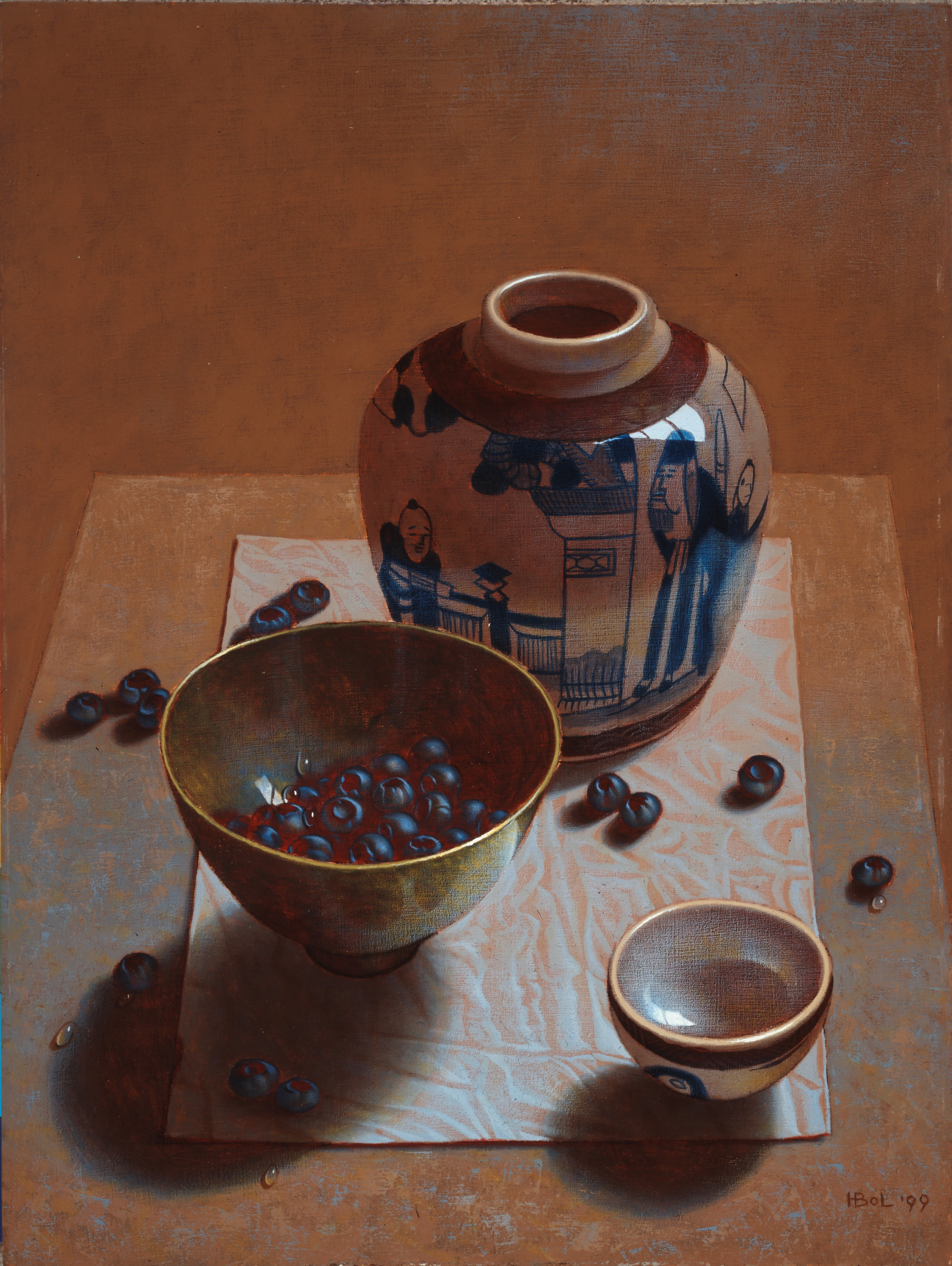
Henri Bol, Stilleven met gemberpot, 1999. Olieverf op paneel, 40 x 30 cm.

In september 1966 ontmoet hij Gerrie Klinkenberg, oudste dochter van een politie-inspecteur. In april 1968 trouwen ze. In het najaar van 1967 solliciteert hij met succes naar een baan als creatief therapeut bij de psychiatrische inrichting Huize Padua in Boekel. Tot 1972 woont het gezin in Handel. In datzelfde jaar wordt in Heusden-Vesting een rijksmonument uit 1604, het huis Het Blaauw Laaken, met restauratieplicht aangekocht.
Tijdens een bezoek eind jaren 60 aan het Gemeentemuseum Arnhem raakt Bol onder de indruk van Raoul Hynckes, Dick Ket, Pyke Koch en Carel Willink. Het spoort hem aan om, naast zijn dagelijks werk, zich serieus bezig te gaan houden met het schilderen. Langzaam krijgt hij de kans zijn werk te exposeren. Met collega kunstenaars toont hij zijn schilderijen op het Kasteel van Gemert en in de Oude Molen in Thorn (1971). Eveneens is zijn werk in het Gemeentemuseum van Hilvarenbeek te zien (1973). In Heusden legt hij zich steeds meer toe op het schilderen van stillevens.
Als enthousiast verzamelaar verzamelt hij antieke voorwerpen als meubels, tin, email, horloges, muziekinstrumenten, glaswerk, porselein en boeken. Objecten met een eigen verhaal en geschiedenis die één doel dienen, namelijk het fungeren als onderwerp in zijn stillevens. Hij is gefascineerd door de geschiedenis en schoonheid van deze objecten.
Na tentoonstellingen in het Oude Raadhuis in Beek en Donk (1978) en het Philips Ontspanningscentrum in Eindhoven (1979-1980) gaat hij exposeren bij Smelik & Stokking Galleries in Ridderkerk (later in Den Haag), Galerie Mokum in Amsterdam en Galerie Gogol in Meerbusch-Buderich (later in Düsseldorf). In 1986 stopt hij als creatief therapeut en legt zich volledig toe op het schilderen. In de Veerpoort in Heusden heeft hij zijn atelier. Zijn vrouw Gerrie Bol-Klinkenberg start in 1988 galerie Het Blaauw Laaken Kunstkabinet. Daar exposeert hij tot aan zijn overlijden in 2000 met veel succes zijn eigen werk.
Midden jaren 90 zendt RTL Nederland het programma Toppers uit, gepresenteerd door Willibrord Frequin. Frits Philips staat centraal in een van de afleveringen; Henri Bol is hierin te zien omdat hij in opdracht werkt aan een stilleven ter ere van de 90ste verjaardag van Frits Philips.
In 2002 wordt ter gelegenheid van het verschijnen van de monografie over zijn werk een overzichtstentoonstelling georganiseerd in het Museum Kempenland in Eindhoven, Verfijnd & tijdloos, stillevens van Henri Bol (1945-2000).
In 2022 wordt middels een dubbelexpositie in Heusden (vestingstad) het leven en werk van Henri Bol belicht. De expositie in museum Het Gouverneurshuis richt zich op het kunstenaarsgezin waarin Henri Bol is opgegroeid, op de inspiratiebron die Heusden (vestingstad) voor hem was, en op het verloop van zijn carrière als kunstenaar. In Het Blaauw Laaken Kunstkabinet is een zorgvuldig overzicht samengesteld van zijn stillevens. Dit geeft een goed beeld van de ontwikkeling die Henri Bol als fijnschilder doormaakte. Ook wordt zijn werk er geplaatst in de context van de kunstenaars die hem inspireerden en met wie hij zich verbonden voelde. Ook verschijnt er een nieuwe publicatie, Henri Bol. De leefwereld van een Brabantse fijnschilder. De openingshandeling werd op vrijdag 22 april 2022 verricht door de commissaris van de Koning in Noord-Brabant Mr. Ina Adema.

## Externe links

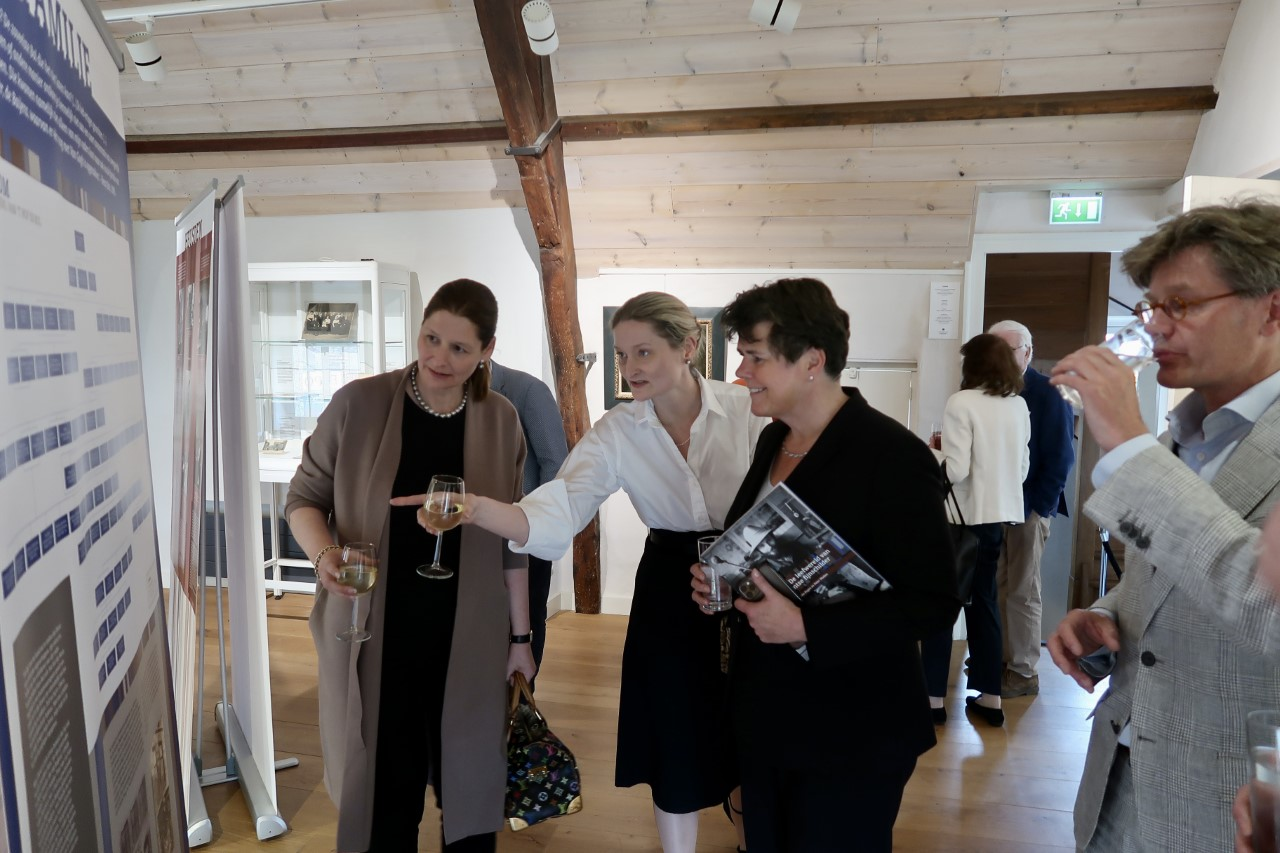
Opening expositie 'Henri Bol Brabantse Fijnschilder' in museum Het Gouverneurshuis, Heusden 22 april 2022. Van links naar rechts Charlotte Bol, Willemijn Bol, commissaris van de Koning Ina Adema en Hildo van Engen.